# Hungría en los Juegos Olímpicos de Vancouver 2010
Hungría estuvo representada en los Juegos Olímpicos de Vancouver 2010 por un total de 15 deportistas que compitieron en 5 deportes.  
La portadora de la bandera en la ceremonia de apertura fue la patinadora artística Júlia Sebestyén. El equipo olímpico húngaro no obtuvo ninguna medalla en estos Juegos.